# Trần Dụ Tông
Trần Dụ Tông, né sous le nom Trần Hạo en 1336 et mort en 1369, est l'empereur du Đại Việt (ancêtre du Viêt Nam) de 1341 à 1369 et le septième représentant de la dynastie Trần.

## Biographie
Dixième et plus jeune fils de l'empereur Trần Minh Tông, Trần Dụ Tông succède à son frère Trần Hiến Tông à sa mort en 1341, alors qu'il n'a que cinq ans, car ce dernier n'a pas d'héritier. Il dirige le pays avec son père jusqu'à la mort de celui-ci en 1357, puis règne seul jusqu'à sa propre mort douze ans plus tard.
Comme celui de son frère ainé, son règne est marqué par les conflits avec le Laos et le royaume de Champā durant lesquels l'armée du Đại Việt essuie plusieurs défaites et perd des généraux importants.
L'économie du pays se porte moins bien et des révoltes surviennent.
À la mort de Trần Minh Tông, les mécontentements et départs de personnages importants se multiplient, laissant la cour sous l'influence d'officiels corrompus.
Souffrant d'impuissance, Trần Dụ Tông meurt en 1369 sans avoir de fils, après avoir désigné son neveu Dương Nhật Lễ pour successeur, bien que celui-ci ne fasse pas partie de la famille Trần.

### Liste des Tran
- 1225-1258 : Trần Thái Tông († 1290) ; Fondateur de la dynastie Trần qui succède à la dynastie Ly
- 1258-1278 : Trần Thánh Tông, son fils, 2e Empereur Trần
- 1278-1293 : Trần Nhân Tông, son fils, 3e Empereur, déposé
- 1293-1314 : Trần Anh Tông, son fils, 4e Empereur, abdique
- 1314-1329 : Trần Minh Tông, son fils, 5e Empereur, abdique
- 1329-1341 : Trần Hiến Tông, son fils, 6e Empereur
- 1341-1369 : Trần Dụ Tông, fils de Trần Minh Tông, 7e Empereur
- 1369-1370 : Duong Nhât Lê, (usurpateur), 8e Empereur
- 1370-1372 : Trần Nghệ Tông, fils de Trần Minh Tông, 9e Empereur, abdique et meurt en 1394 ;
- 1372-1377 : Trần Duệ Tông, son frère, 10e Empereur
- 1377-1388 : Trần Phế Đế, son fils, 11e Empereur, abdique
- 1388-1398 : Trần Thuận Tông, fils de Nghê Tông, 12e Empereur, abdique
- 1398-1400 : Trần Thiếu Đế son fils, 13e Empereur, abdique